# 검암경서동

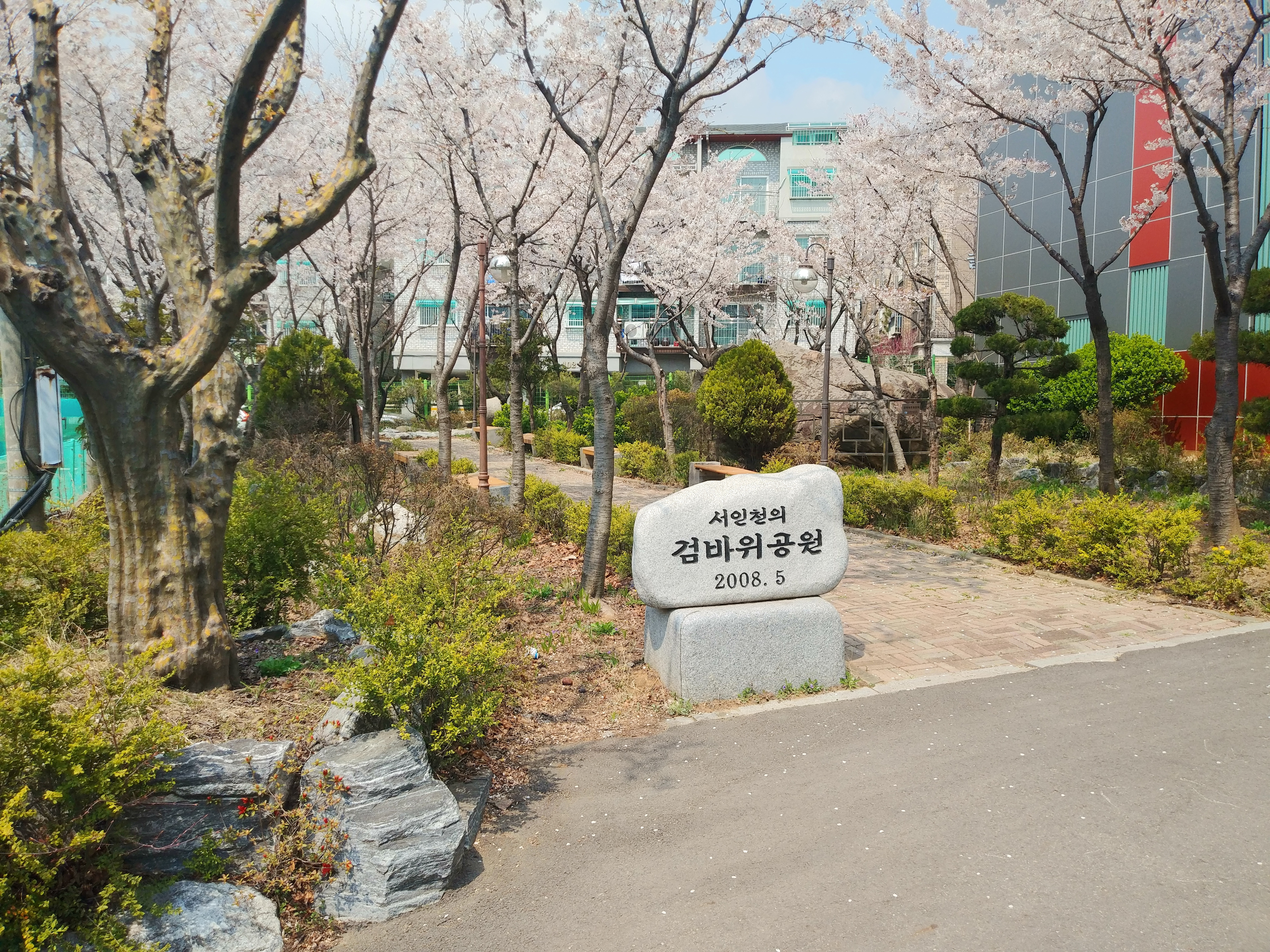
서인천고등학교 교정에 조성된 검바위 공원

검암경서동(黔岩景西洞)은 대한민국 인천광역시 서구에 위치한 행정동이다. 검암동, 경서동, 백석동, 시천동의 4개 법정동으로 구성되어 있으며, 경인아라뱃길과 정서진이 관광 명소로 기능하고 있다.

## 개요
검암동은 '검은 바위'를 뜻하며, 인광중학교(현 서인천고등학교) 담장 옆에 둘레 20여미터의 검은 바위가 있었다는 유래에 의해 명명되었다고. 원래 부평군 석곶면 검암리였으나 부평군 모월곶면과 통합하여 부천군 서곶면이 되었다가 1940년 인천부에 편입되었고, 해방후 검암동으로 개칭되었다. 1977년 백석동, 시천동을 편입하였다. 이곳은 전형적인 농촌 마을로 예부터 검암, 간개발, 시내, 점말등의 소규모 촌락이 산재되어 있었으나, 현재는 토지 구획 정리 사업이 완료되어 신흥 도시 지역으로 발전을 거듭하고 있다.
경서동은 경명현(징쟁이 고개) 서쪽에 있는 마을이란 뜻으로, 원래 부평군 석곶면 고잔리였으나 1914년에 부평군 모월곶면과 통합하여 부천군 서곶면에 속했으며, 1940년 인천부에 편입되어 이가정으로 불리었으며 1946년에 경서동이라 명명하게 되었다. 서해안 지역에 위치해 있기 때문에 염전이 많았으며 청라도, 난지도, 소문점도, 사도 등 여러 섬이 속해 있었다. 그러나 1986년 후 요도와 이도, 묘도를 연결하는 대간척사업이 완성됨으로써 약 천만평의 새로운 땅이 생기고 여러섬이 육지가 되었다. 현재는 경서구획정리 사업이 완료되어 신흥도시로 부상하고 있다.
백석동은 뒷산의 주봉이 흰돌로 이루어진 데서 생긴 이름으로 옛 부평군 석곶면 백석리였다. 1914년 부평군 모월곶면과 통합하여 부천군 서곶면이 되었으나, 1940년 인천부에 편입되어 운양정이 되었고, 1946년 옛이름인 백석동으로 불리게 되었다. 자연마을인 한들부락의 이름이 한둘, 한돌 등으로 불리던 것을 "흰돌"로 잘못 알아듣고 한자로 옮겼다는 유래도 있다.
시천동은 예부터 계양산 계곡에서 흐른 물이 시내를 이뤄, 시냇물이 시작된 곳이란 뜻에서 명명되었다. 지금도 "시천"이란 하천이 흐르고 있다. 이곳은 부평군 석곶면 백석리였으나, 1914년 부평군 모월곶면과 통합하여 부천군 서곶면이 되었고, 1940년 인천부에 편입되어 춘일정이 되었다. 1946년 시천동으로 불리게 되었다.

## 연혁
- 1977년 5월 10일: 인천직할시 북구 서곶출장소
- 1981년 7월 1일: 인천직할시 북구 검암동으로 개칭
- 1988년 1월 1일: 인천직할시 서구 검암동으로 개칭
- 1995년 1월 1일: 인천광역시 서구 검암동으로 개칭
- 1998년 11월 1일: 검암동·경서동 통합으로 인천광역시 서구 검암경서동으로 개칭
- 2013년 9월 2일: 신설된 검단5동으로 수도권 매립지 관할 이관
- 2018년 7월 1일: 법정동 청라동 신설에 따라 인천공항고속도로와 청라일반산업단지 등 지역을 청라3동으로 편입함.[4] (16.69 km2→15.23 km2)
- 2025년 7월 11일: 백석동 일원과 시천동 일부와 검암동 경인 아라뱃길 수면 일부가 행정동 당하동으로 편입, 반대로 오류동의 강남 지역은 검암경서동에 편입
- 2026년 7월 1일:  백석동 일원과 시천동 일부와 검암동 아라뱃길 수면 일부가 검단구로 편입됨에 따른 법정동 경계 조정일. 시천동 남부지역은 법정동 검암동에, 오류동 남부는 경서동에 병합

## 법정동
- 시천동(始川洞)
- 검암동(黔岩洞)
- 경서동(景西洞)
- 오류동(梧柳洞)

## 교육
- 인천간재울초등학교
- 인천검암초등학교
- 인천경서초등학교
- 인천백석초등학교
- 인천은지초등학교
- 간재울중학교
- 검암중학교
- 백석중학교
- 백석고등학교
- 한국주얼리고등학교
- 서인천고등학교
- 대인고등학교

## 교통
- ● 인천 도시철도 2호선 검암역, 독정역, 검바위역

## 아파트
| 단지명                       | 건설사                  | 시행사                          | 주소              | 입주               | 비고 |
| ---------------------------- | ----------------------- | ------------------------------- | ----------------- | ------------------ | ---- |
| 검암 1차 풍림아이원          | 풍림산업                | 풍림산업㈜                      | 검암로20번길 47   | 2003년 9월         |      |
| 검암 2차 풍림아이원          | 풍림산업                | 일주건설㈜                      | 검암로 53         | 2004년 5월         |      |
| 검암 3차 풍림아이원          | 풍림산업                | 풍림산업㈜                      | 검암로10번길 39   | 2004년 7월         |      |
| 검암 1차 신명스카이뷰        | 신명종합건설㈜          | 신명주택건설㈜                  | 승학로 447        | 2003년 7월         |      |
| 검암 2차 신명스카이뷰        | 신명종합건설㈜          | 신명종합건설㈜                  | 검암로10번길 54   | 2003년 10월        |      |
| 검암 3차 신명스카이뷰        | 신명종합건설㈜          | 신명종합건설㈜                  | 승학로471번길 7   | 2004년 5월         |      |
| 검암 4차 신명스카이뷰        | 신명종합건설㈜          | 신명산업개발㈜                  | 검암로10번길 36   | 2004년 8월         |      |
| 경서 태평샹베르              | ㈜태평주택              | ㈜태평주택                      | 도요지로 15       | 2005년 2월         |      |
| 경서2차 가이아샹베르         | 가이아건설㈜ ㈜세계건설 | 가이아건설㈜                    | 경서로31번길 47   | 2005년 3월         |      |
| 경서아시아드 대광로제비앙    | 대광건영㈜              | ㈜대광에이엠씨                  | 모월곶로 41       | 2017년 12월        |      |
| 검암역 로열파크씨티 푸르지오 | 대우건설                | ㈜디케이도시개발 ㈜디케이아시아 | 한들로 33 (1단지) | 2023년 6월         |      |
| 검암역 로열파크씨티 푸르지오 | 대우건설                | ㈜디케이도시개발 ㈜디케이아시아 | 한들로 73 (1단지) | 2023년 6월         |      |
| 연희공원 푸르지오 라 끌레르  | 대우건설                | 대우건설                        |                   |                    |      |
| 연희공원 호반써밋 더 파크    | 호반건설                | ㈜연희파크                      |                   | 2026년 12월 (예정) |      |